# Rio Bemarivo

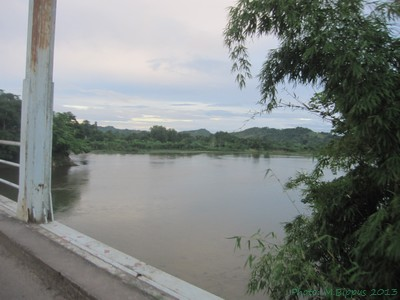
Rio Bemarivo

O 'Rio Bemarivo' é um rio de Madagascar. Ele travessa as regiões de Sava.
Ele forma o limite notre do povo Betsimisarakas.